# (300057) 2006 UF183
(300057) 2006 UF183 es un asteroide perteneciente al cinturón de asteroides, descubierto el 17 de octubre de 2006 por el equipo del Catalina Sky Survey desde el Catalina Sky Survey, Arizona, Estados Unidos.

## Designación y nombre
Designado provisionalmente como 2006 UF183.

## Características orbitales
2006 UF183 está situado a una distancia media del Sol de 2,963 ua, pudiendo alejarse hasta 3,314 ua y acercarse hasta 2,611 ua. Su excentricidad es 0,118 y la inclinación orbital 12,61 grados. Emplea 1863,19 días en completar una órbita alrededor del Sol.

## Características físicas
La magnitud absoluta de 2006 UF183 es 15,6. Tiene 4,879 km de diámetro y su albedo se estima en 0,036.